# Colorful (KATSUMIのアルバム)
『Colorful』（カラフル）は、KATSUMIの11枚目の会場限定CD。

## 内容
ライブ会場限定で販売されている会場限定CDの11作目。
公式ファンクラブ「Hip Bird Club」会員のみ、ファンクラブ運営の通信販売にて購入することができる。
ディスクはCD-R仕様となっている。
リーフレットには自身によるライナーノーツが掲載されている。

## 収録曲
特記以外作詞・作曲・編曲：KATSUMI
1. Crossing Love 〜2012 version〜
作曲：石川洋
4thシングル収録楽曲を新録。
2. Ice on Fire 〜2012 version〜
作曲：石川洋
5thオリジナル・アルバム『SUPER BALANCE』収録曲を新録。
3. 僕達のコレクション 〜2012 version〜
5thオリジナル・アルバム『SUPER BALANCE』収録曲を新録。